# Левкас
Левка́с (від грец. λευκός — «білий») — назва ґрунту (ґрунт — основа в технології живопису). Використовувався в Середньовічному мистецтві. Після XVII століття назва «левкас» збереглася в іконописі за традиційним для православних ікон ґрунтом у вигляді порошкоподібної крейди, замішаного на тваринному або рибному клеї.
Левкасом називають також ґрунт під фарбу або позолоту на дерев'яних виробах.
Переважно ґрунтом називають перший шар покриття, нанесений на певний матеріал, котрий призначений для живопису, та розташований безпосередньо під картинним шаром.

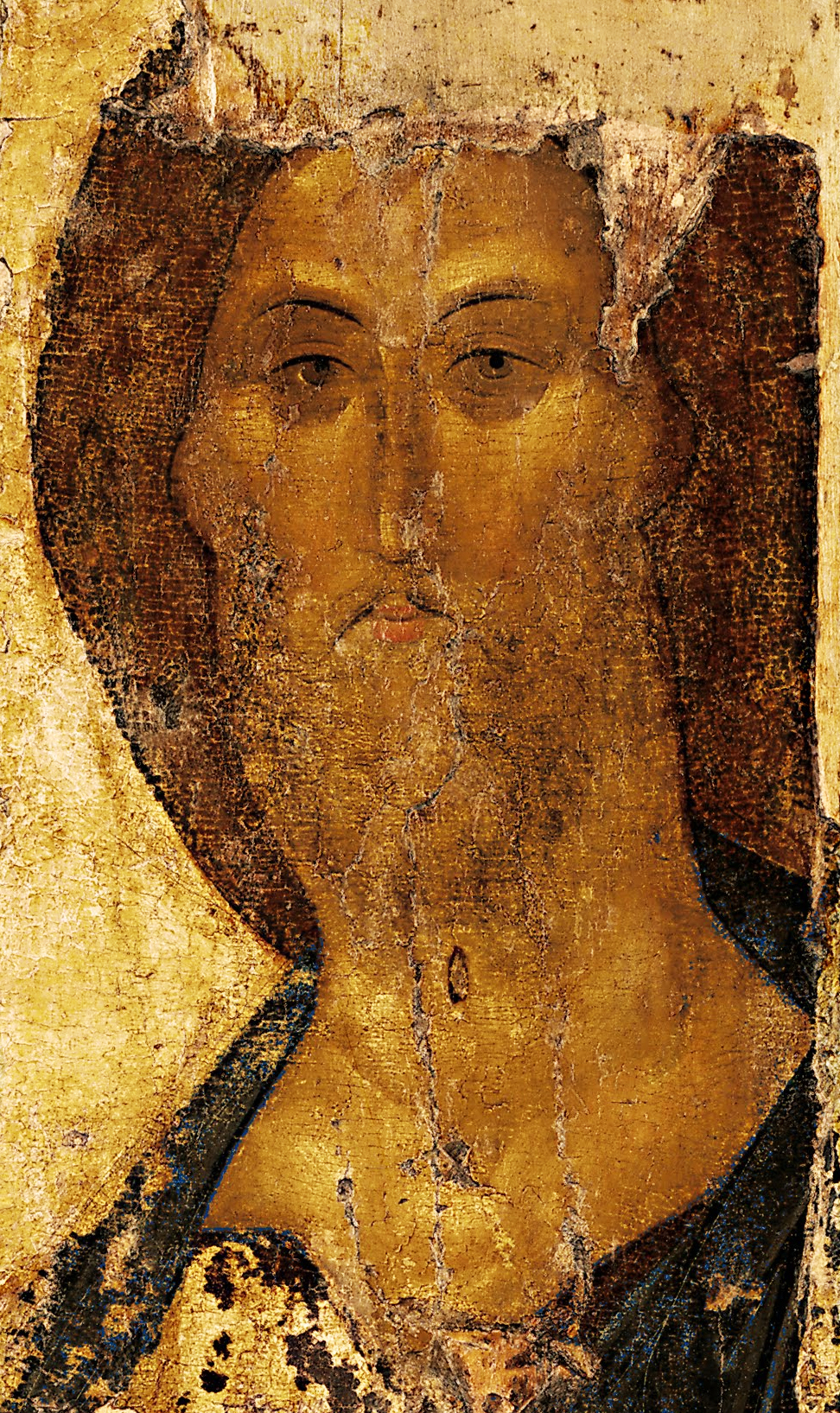
«Звенигородський Спас» Андрій Рубльов (ca. 1410). Ікона.
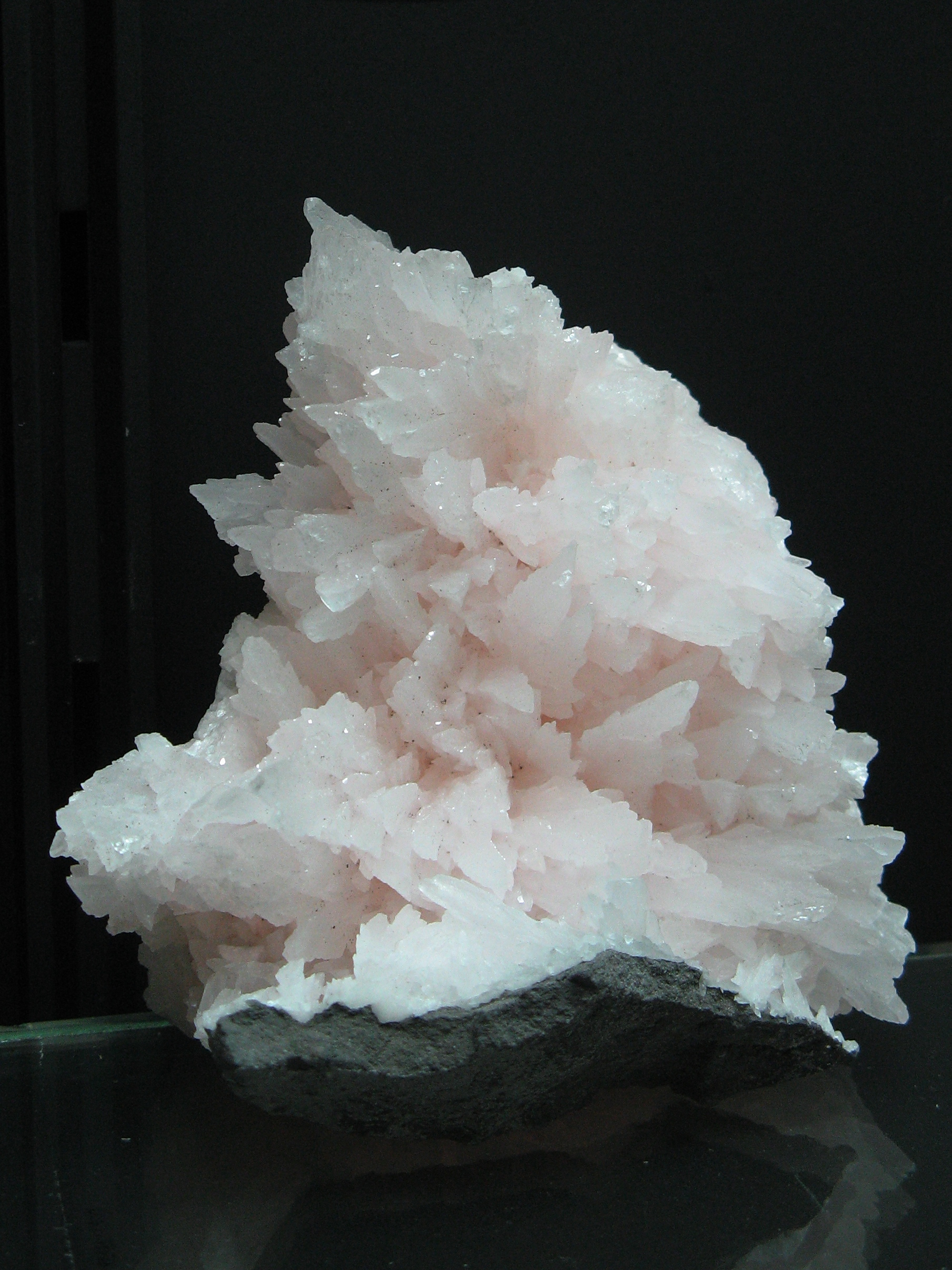
Кальцит, важлива сировина для левкаса
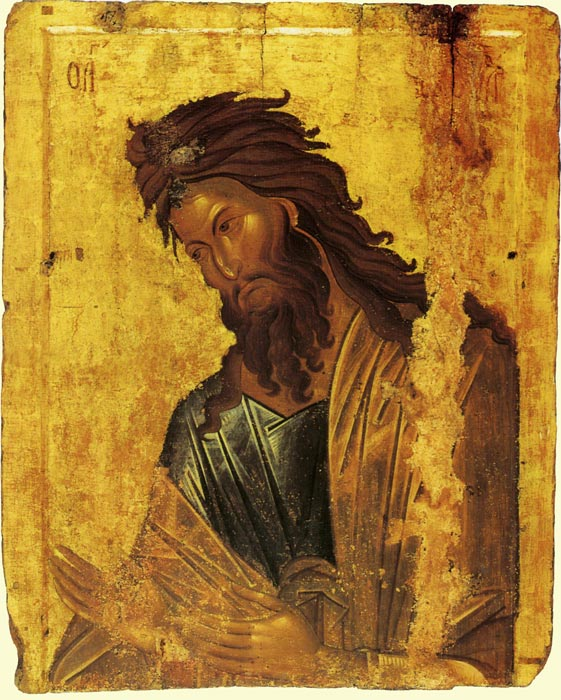
Іван Хреститель, XIV століття. Візантійська ікона